# 2010년 FIFA 월드컵 아시아 지역 예선 플레이오프
2010년 FIFA 월드컵 아시아 지역 플레이오프는 최종 예선에서 각 조의 3위를 기록한 두 팀 간의 플레이오프로, 2009년 9월 5일과 9월 9일에 홈 앤 어웨이 방식으로 진행되었다.
플레이오프의 승자는 오세아니아 지역 예선 1위 팀인 뉴질랜드와 홈 앤 어웨이 방식으로 대륙간 플레이오프를 치르게 되어 있는데, 대륙간 플레이오프의 승자는 본선에 진출하게 된다.

## 참가국
다음 2개의 국가대표팀이 참가했다.
- 바레인 (최종 예선 A조 3위)
- 사우디아라비아 (최종 예선 B조 3위)

## 대진표
| 구분       | A조            | B조                    |
| ---------- | -------------- | ---------------------- |
| 본선 직행  | 오스트레일리아 | 대한민국               |
| 본선 직행  | 일본           | 조선민주주의인민공화국 |
| 플레이오프 | 바레인         | 사우디아라비아         |
| 탈락       | 카타르         | 이란                   |
| 탈락       | 우즈베키스탄   | 아랍에미리트           |

## 경기 결과
| 팀 1   | 합계      | 팀 2           | 1차전 | 2차전 |
| ------ | --------- | -------------- | ----- | ----- |
| 바레인 | 2 - 2 (a) | 사우디아라비아 | 0 - 0 | 2 - 2 |

| 바레인 | 0 – 0  | 사우디아라비아 |
| ------ | ------ | -------------- |
|        | 리포트 |                |

| 사우디아라비아                  | 2 – 2  | 바레인                          |
| ------------------------------- | ------ | ------------------------------- |
| 알샴라니 13′ · 알몬타샤리 90+1′ | 리포트 | 오쿤와네 42′ · 압둘라티프 90+4′ |

 바레인이 합계 2-2, 원정 다득점으로 대륙간 플레이오프 진출.

## 같이 보기
- 2010년 FIFA 월드컵 아시아 지역 1차 예선
- 2010년 FIFA 월드컵 아시아 지역 2차 예선
- 2010년 FIFA 월드컵 아시아 지역 3차 예선
- 2010년 FIFA 월드컵 아시아 지역 최종 예선